# Епархия Труа-Ривьера
Епархия Труа-Ривьера (лат. Dioecesis Trifluvianensis in Canada) — епархия Римско-Католической церкви с центром в канадском городе Труа-Ривьер. Епархия Труа-Ривьера входит в архиепархию Квебека. Кафедральным собором епархии является Собор Успения Пресвятой Девы Марии.

## История
8 июня 1852 года Святой Престол учредил епархию Труа-Ривьера, выделив её из архиепархии Квебека.
28 августа 1874 года, 11 июля 1882 года и 10 июля 1885 года епархия Труа-Ривьера уступила часть своей территории соответственно новым епархиям Шербрука, Николе и Апостольскому викариату Понтиака (сегодня — Епархия Пемброка).
31 мая 2007 года к епархии Труа-Ривьера были присоединены территории, ранее принадлежавшие епархии Эймоса.

## Ординарии епархии
- епископ Thomas Cooke (8.06.1852 — 30.04.1870);
- епископ Louis-François Richer detto Laflèche (30.04.1870 — 14.07.1898);
- епископ François-Xavier Cloutier (8.05.1899 — 18.09.1934);
- епископ Alfred-Odilon Comtois (24.12.1934 — 26.08.1945);
- епископ Морис Руа (22.11.1946 — 2.06.1947);
- епископ Georges Léon Pelletier (26.07.1947 — 31.10.1975);
- епископ Laurent Noël (8.11.1975 — 21.11.1996);
- епископ Martin Veillette (21.11.1996 — 2.02.2012);
- епископ Joseph Luc André Bouchard (2.02.2012 — по настоящее время).

## Источник
- Annuario Pontificio, Libreria Editrice Vaticana, Città del Vaticano, 2003, ISBN 88-209-7422-3